# The Twilight Sad
I The Twilight Sad sono un gruppo musicale scozzese formatosi nel 2003.

## Discografia

### Album in studio
- 2007 – Fourteen Autumns & Fifteen Winters
- 2009 – Forget the Night Ahead
- 2012 – No One Can Ever Know
- 2014 – Nobody Wants to Be Here and Nobody Wants to Leave
- 2015 - Òran Mòr Session
- 2019 - IT WON/T BE LIKE THIS ALL THE TIME

### Raccolte
- 2008 – Killed My Parents and Hit the Road
- 2011 – Demos

### Album di remix
- 2012 – No One Can Ever Know: The Remixes

### Album dal vivo
- 2014 – Live at the Paisley Abbey

### EP
- 2006 – The Twilight Sad
- 2008 – Here, It Never Snowed. Afterwards It Did
- 2010 – The Wrong Car
- 2012 – N/O/C/E/K Tour EP
- 2014 – Òran Mór Session

## Formazione

### Formazione attuale
- James Alexander Graham – voce (2003-presente)
- Andy MacFarlane – chitarra, organo, fisarmonica (2003-presente)

### Ex componenti
- Craig Orzel – basso, glockenspiel (2003-2010)
- Mark Devine – batteria, programmazione (2003-2018)

### Turnisti
- Johnny Docherty – basso (2010-presente)
- Brendan Smith – tastiera (2012-presente)
- Martin "Dok" Doherty – chitarra, tastiera, cori (2008-2012)